# Steffen Stiebler

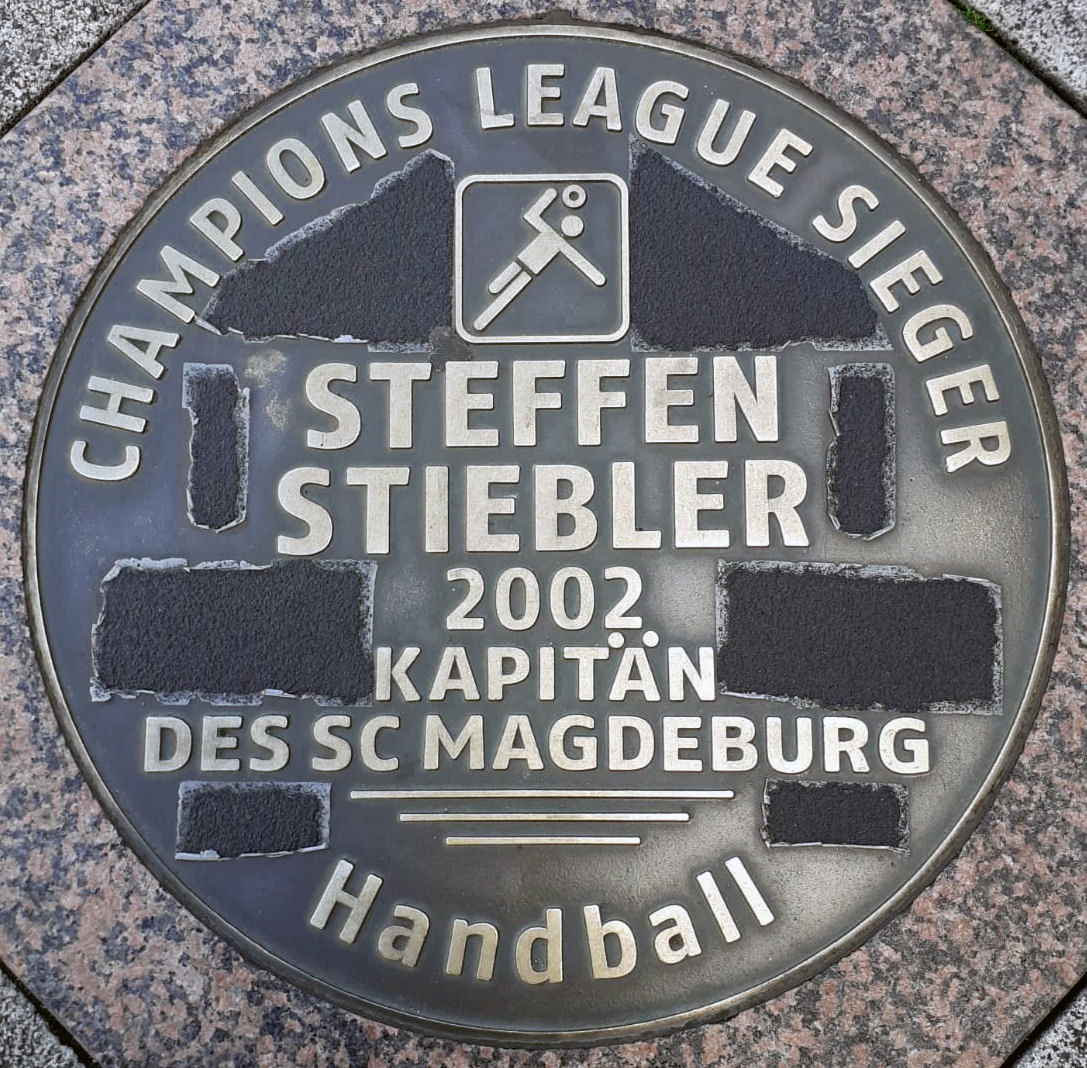
Sports Walk of Fame in Magdeburg

Steffen Stiebler (* 26. April 1971 in Merseburg) ist ein ehemaliger deutscher Handballspieler. Er spielte in der Handball-Bundesliga beim SC Magdeburg vorwiegend in der Abwehr und gelegentlich im linken Rückraum.
Für Deutschland hat Stiebler insgesamt 18 Länderspiele bestritten. Vier davon 1992 und 14 im Jahre 2001. Dabei erzielte er zehn Tore. Bei der Handballweltmeisterschaft 2001 in Frankreich bestritt er neun Spiele, in denen er fünf Tore warf. Mit der Nationalmannschaft erreichte er damals den 8. Platz.
Im Juni 2007 beendete Stiebler zwar seine Karriere beim SCM, dem er seit 1989 die Treue hielt, und wurde Sportlicher Leiter der Mannschaft, doch am 12. Dezember 2007 gab er sein Comeback bekannt. Ursache hierfür war die schlechte Platzierung des SCM und die vorzeitige Vertragsauflösung von Karol Bielecki und Grzegorz Tkaczyk. Ab Februar 2010 war Stiebler Interims-Geschäftsführer der HMD GmbH Magdeburg. Am 29. Dezember 2010 wurde Stiebler in die Hall of Fame des SC Magdeburg aufgenommen. Im Januar 2014 übernahm er das Amt des Sportlichen Leiters beim SCM.